# 中国国家男子青年篮球队
中国国家男子青年篮球队（又称中国国青队、国青队），代表中华人民共和国的一支青年篮球队。主要参加亚洲U18青年篮球锦标赛、亚洲U20青年篮球锦标赛（2004年停止举办）、U19世界青年籃球錦標賽、U21世界青年籃球錦標賽（2005年停止举办），以及其他一些对手同为青年国家篮球队的篮球邀请赛。球队由中国篮球协会主管。

## 世界青年锦标赛成绩

### U19
| 年份   | 举办地       | 排名       | 場數 | 勝 | 負 |
| ------ | ------------ | ---------- | ---- | -- | -- |
| 1979年 | 萨尔瓦多     | 未获得资格 |      |    |    |
| 1983年 | 帕尔马       | 11名       |      |    |    |
| 1987年 | 博尔米奥     | 9名        |      |    |    |
| 1991年 | 埃德蒙顿     | 10名       |      |    |    |
| 1995年 | 雅典         | 9名        |      |    |    |
| 1999年 | 里斯本       | 15名       |      |    |    |
| 2003年 | 塞萨洛尼基   | 14名       | 8    | 2  | 6  |
| 2007年 | 诺威萨       | 12名       | 8    | 1  | 7  |
| 2009年 | 奧克蘭都會區 | 未获得资格 |      |    |    |
| 2011年 | 里加         | 13名       | 5    | 2  | 3  |
| 2013年 | 布拉格       | 7名        | 9    | 4  | 5  |
| 2015年 | 伊拉克利翁   | 15名       | 7    | 2  | 5  |
| 2017年 | 开罗         | 未获得资格 |      |    |    |
| 2019年 | 伊拉克利翁   | 16名       | 1    | 6  |    |

### U21
| 年份   | 举办地       | 排名       | 場數 | 勝 | 負 |
| ------ | ------------ | ---------- | ---- | -- | -- |
| 1993年 | 巴利亚多利德 | 未获得资格 |      |    |    |
| 1997年 | 墨尔本       | 12名       |      |    |    |
| 2001年 | 埼玉市       | 未获得资格 |      |    |    |
| 2005年 | 马德普拉塔   | 11名       |      |    |    |

## 亚洲青年锦标赛成绩

### U18
| 年份   | 举办地   | 排名 | 場數 | 勝 | 負 |
| ------ | -------- | ---- | ---- | -- | -- |
| 1977年 | 科威特市 | 2名  |      |    |    |
| 1978年 | 馬尼拉   | 2名  |      |    |    |
| 1980年 | 曼谷     | 1名  |      |    |    |
| 1982年 | 馬尼拉   | 2名  |      |    |    |
| 1984年 | 汉城     | 2名  |      |    |    |
| 1986年 | 馬尼拉   | 1名  |      |    |    |
| 1989年 | 馬尼拉   | 1名  |      |    |    |
| 1990年 | 名古屋市 | 3名  |      |    |    |
| 1992年 | 北京     | 1名  |      |    |    |
| 1995年 | 馬尼拉   | 2名  | 8    | 7  | 1  |
| 1996年 | 新山     | 1名  | 8    | 7  | 1  |
| 1998年 | 加爾各答 | 1名  | 8    | 7  | 1  |
| 2000年 | 吉隆坡   | 2名  | 8    | 7  | 1  |
| 2002年 | 科威特市 | 1名  | 8    | 7  | 1  |
| 2004年 | 邦加羅爾 | 3名  | 8    | 7  | 1  |
| 2006年 | 烏魯木齊 | 1名  | 8    | 8  | 0  |
| 2008年 | 德黑蘭   | 5名  | 8    | 7  | 1  |
| 2010年 | 沙那     | 1名  | 9    | 9  | 0  |
| 2012年 | 烏蘭巴托 | 1名  | 9    | 9  | 0  |
| 2014年 | 多哈     | 1名  | 9    | 9  | 0  |
| 2016年 | 德黑兰   | 5名  | 8    | 7  | 1  |
| 2018年 | 暖武里   | 3名  | 7    | 5  | 2  |

### U20
| 年份   | 举办地   | 排名   | 場數 | 勝 | 負 |
| ------ | -------- | ------ | ---- | -- | -- |
| 1993年 | 英屬香港 | 未参加 |      |    |    |
| 1996年 | 上海     | 2名    | 8    | 7  | 1  |
| 2000年 | 多哈     | 3名    | 8    | 5  | 3  |
| 2004年 | 德黑蘭   | 2名    | 8    | 7  | 1  |

## 参赛名单

### U19世锦赛
1987年博尔米奥
刘宏威、刘东标、林耀森、宋立刚、马健、陈正昊、郑武、马永忠、单涛、王治单
1991年艾德蒙顿
吴乃群、韩发顺、王胜、苑小平、王守强、胡卫东、张劲松、梁达、郑永刚、范斌
1995年雅典
王治郅、朱东、李楠、胡海东、遇俊锴、陶小岗、李群、张挺、张伟刚、宋希、金立鹏（主教练：宫鲁鸣）
1999年里斯本
李林、李可、岳鹏飞、王博、刘炜、代勇、闫宇峰、焦健、汤仑、莫科、贾孝忠、李栋梁（主教练：马连保）
2003年塞萨洛尼基
陈大伟、张喆、易建联、张庆鹏、王磊、易立、孟达、杨力、唐正东、胡克、赵宏翔、刘维伟（主教练：吴庆龙）
2007年诺威萨
谷奥克、徐旭、杨钦、张博、李敬宇、巴智超、徐咏、李晓旭、田宇晨、德勒黑、苏伟、王征（主教练：李春江）
2011年里加
郭艾伦、翟晓川、孙桐林、李慕豪、顾全、王子瑞、罗汉琛、鞠明欣、王璞、朱旭航、王哲林、徐韬（主教练：范斌）
2013年布拉格
赵继伟、吴前、赵睿、罗汉琛、原帅、李京龙、衡艺丰、高尚、赵天熠、周琦、赖俊豪、吴冠希（主教练：王怀玉）
2015年伊拉克利翁
史仪、孙铭徽、赵睿、赵岩昊、吴俣成、杨凯、左朕年、孟子凯、邵英伦、曾繁日、付豪、胡金秋（主教练：范斌）
2019年伊拉克利翁
徐杰、王泉泽、郭昊文、姜伟泽、李禄瞳、焦泊乔、蒋浩然、石颜博、许可、纪卓、吕安宇、李佳恒（主教练：张劲松）

### U18亚锦赛
1989年马尼拉
部分队员：孙军、胡卫东、马健、马永忠、欧阳贵景、王治单
1990年名古屋
部分队员：刘玉栋、郑永刚、吴乃群、范斌、胡卫东、纪敏尚
1992年北京
部分队员：巴特尔、王胜、赵仁斌、张勇、梁达
1995年马尼拉
王治郅、王龙、朱东、罗晓楼、李楠、杨震、林俊、胡海东、陶小岗、遇俊锴、李群、鞠维松（主教练：王长友）
1996年新山
王治郅、金立鹏、闫宇峰、王晗、王谊、陈可、马玉坤、张成、刘炜、遇俊锴、胡海东、王建军（主教练：王非）
1998年加尔各答
邓宇、周鑫鑫、刘炜、岳鹏飞、王晗、李可、闫宇峰、徐兆林、姚明、李栋梁、汤仑、代勇（主教练：马连保）
2000年吉隆坡
胡雪峰、代勇、岳鹏飞、王仕鹏、刘炜、林立、莫科、杜江、杜锋、朱芳雨、唐正东、李栋梁（主教练：张勇军）
2002年科威特
陈大伟、张喆、易建联、张庆鹏、王磊、罗智、易立、孟达、杨力、唐正东、胡克、赵宏翔（主教练：张勇军）
2004年班加罗尔
陈江华、吴谦、邸晓伟、王勇、罗智 、赵杭、邓力、王楠、杨庚霖、郭磊、解立彬、孙杰（主教练：郑武）
2006年乌鲁木齐
马岩崧、陈江华、解立彬、孟铎、韩硕、张博、邸晓伟、周鹏、德勒黑、李晓旭、杨庚霖、苏伟（主教练：李春江）
2008年德黑兰
睢冉 、冯祺、张智涵、于澍龙、曹飞 、赵宏伟、刘书楠、董瀚麟、任俊威 、任俊飞、李晓旭、王征（主教练：李春江）
2010年萨那
吴前、罗汉琛、王子瑞、郭艾伦、闫鹏飞、王璞、翟晓川、孙桐林、朱旭航、徐滔，王哲林、李慕豪（主教练：范斌）
2012年乌兰巴托
代怀博、白冰、韩德龙、罗汉琛、李京龙、杨金蒙、李麒、周琦、吴前、高尚、邵英伦、王哲林（主教练：王怀玉）
2014年多哈
史仪、孙铭徽、王政博、张辉、赵睿、吴俣成、杨凯、左朕年、邵英伦、刘博、邹雨宸、周琦（主教练：范斌）
2016年德黑兰
汤杰、满江、胡明轩、杜润旺、刘泽一、张志源、王奕博、吴羽佳、李想、丘天、王梓旭、范子铭（主教练：范斌）
2018年曼谷
姜伟泽、徐杰、陈浩南、李柏润、刁展望、郭昊文、赵天垒、石颜博、王延之、蒋浩然、孙岩松、王泉泽（主教练：张劲松）